# Біляк Степан (правник)
Степа́н Юсти́н Біляк (11 червня 1890, Львів — 19 жовтня 1950, Маямі) — український громадський діяч, правник, секретар УНРади (1918—1919).

## Життєпис
Здобув освіту правника у Львівському університеті, ступінь доктора права.
З 1914 року входив до складу резерву УСС.
20 липня 1920 року у  Львові за посередництвом Окружного генерального командування та Генерального делегата Галичини відбулися переговори представників УНТП: Романа Перфецького і Степана Біляка — з польськими урядовцями — під головуванням капітана Полякевича; українська сторона вимагала культурно-національної автономії, припинення репресій, відновлення громадянських прав і свобод.
Працював адвокатом у Городку. Член Союзу українських адвокатів.
В 1930 році кандидував та обраний до польського сейму по 49-му виборчому окрузі у Самборі від УНДО.
30 листопада 1932 в часі атентату на комісара польської поліції у Львові смертельно поранений Юрій Березинський застрелився, поранений Володимир Старик дістався до будинку адвоката, секретаря УНРади Степана Біляка, невдовзі помер.
Як адвокат, був захисником в справі Миколи Лемика. Брав активну участь в діяльності «Просвіти», «Рідної школи»
В кінці листопада 1939 року арештований НКВД, перебував в ув'язненні 4 місяці. Після наближення радянських військ емігрував з дружиною до США.
Його дружина, Біляк Марія (1894—1970) — громадська діячка, була засновницею та головою «Союзу українок» в Городку, членкиня головної управи «Союзу українок» у Львові.